# Roudnice
Roudnice – miejscowość i gmina (obec) w Czechach, w kraju hradeckim, w powiecie Hradec Králové. W 2022 roku liczyła 696 mieszkańców.